# Aślesza
Aślesza (sanskryt आश्लेषा, trl. āśleṣā, ang. Asalesha, obejmować) – nakszatra, rezydencja księżycowa. Osoby urodzone pod wpływem tej nakszatry posiadają hipnotyczne oczy i przenikliwe, paraliżujące spojrzenie. Mają zdolność głębokiego wglądu w ludzką naturę; potrafią dostrzegać ukryte w niej tajemnice; obdarzeni są prawdziwą mądrością.